# Sarah Zettel
Œuvres principales
- Série Les Chemins de Camelot
- Série Isavalta

Sarah Anne Zettel, née le 14 décembre 1966, est une écrivaine américaine de science-fiction et de fantasy.

## Biographie
Sarah Zettel est née à Sacramento, en Californie. Sa mère, Gail Beavers, est une enseignante à la retraite et une travailleuse sociale, son père, Leonard Francis Zettel Jr., est un ingénieur à la retraite et programmateur. Elle a obtenu un diplôme en communications de l'Université du Michigan. Elle est mariée à un spécialiste des fusées et a un chat nommé « Buffy the Vermin Slayer ».
Son roman Reclamation a été nommé en 1996 pour le prix Philip-K.-Dick et gagne en 1997 le prix Locus du meilleur premier roman (ex æquo avec Whiteout de Sage Walker (en)). Son roman Bitter Angels, publié sous le pseudonyme C. L. Anderson, a obtenu le prix Philip-K.-Dick 2010.

## Œuvres

### SérieIsavalta
1. (en) A Sorcerer's Treason, 2002
2. (en) The Usurper's Crown, 2002
3. (en) The Firebird's Vengeance, 2003
4. (en) Sword of the Deceiver, 2006

### SérieLes Chemins de Camelot
1. Dans l'ombre de Camelot, Milady, 2009 ((en) Camelot's shadow, 2004)Publié également sous le titre de In Camelot's Shadow
2. L'Honneur de Camelot, Milady, 2010 ((en) Camelot's Honour, 2005)Publié également sous le titre de For Camelot's Honor
3. (en) Camelot's Sword, 2006Publié également sous le titre de Under Camelot's Banner
4. (en) Camelot's Blood, 2007Publié également sous le titre de By Camelot's blood

### Romans de science-fiction
- (en) Reclamation, 1996Prix Locus du meilleur premier roman 1997
- (en) Fool's War, 1997
- (en) Playing God, 1998
- (en) The Quiet Invasion, 2000
- (en) Kingdom of Cages, 2001
- (en) Bitter Angels, 2009Sous le nom de Publié sous le pseudonyme C. L. Anderson. Prix Philip-K.-Dick 2010